# Javier Eraso
Javier Eraso Goñi (ur. 22 marca 1990 w Pampelunie) – hiszpański piłkarz występujący na pozycji pomocnika w CD Leganés.